# لی اون سم
لی اون سِم (کره‌ای: 이은샘؛ زادهٔ ۱۰ اکتبر ۱۹۹۹) بازیگر اهل کره جنوبی است. او به خاطر ایفای نقش در مجموعه‌های تلویزیونی سرآستین قرمز و ما همه مرده‌ایم شناخته می‌شود. او همچنین در فیلم‌های شاهد بی‌گناه و دونده‌های نیمه‌شب نیز ایفای نقش کرده‌است.